# Chilie (așezământ)
Pentru alte utilizări ale termenului Chilie, vezi Chilia (dezambiguizare).
Chilia este un așezământ monahal care depinde de o mănăstire. 
Într-o chilie viețuiesc până la nouă călugări având un stareț și conducere proprie aflați sub tutela mănăstirii de care aparțin.
Din punct de vedere arhitectonic, chilia este o clădire destul de mare având încorporat un paraclis (bisericuță). Chiliile au propriul arhondaric, atelier, grădină și alte dependințe.

## Chilii din Sfântul Munte
În Muntele Athos sunt aproximativ 150 de chilii.

### Mănăstirea Marea Lavră
- Chilia Provata
- Chilia Morfonu sau a Amalfiților
- Chilia Kerasia
- Chilia Sf. Nil

### Mănăstirea Vatopedu
- Chilia Colciu
- Chilia Ghiftadika

### Mănăstirea Hilandar
- Chilia Sfânta Treime
- Chilia Molivdoklisia
- Chilia Sfântul Nicolae (Burazeri) Renumită pentru cântarea psaltică și icoanele realizate de monahii din obște, Chilia Burazeri a fost ctitorită de Sfântul Sava Nemania, iar vreme de un secol a fost locuită de monahi ruși. Numele chiliei provine de la monahul rus Neofit din Mănăstirea Belozersky din nordul Rusiei, care a cumpărat chilia în secolul al XIX-lea. În prezent obștea este alcătuită din călugări greci.[4]

### Mănăstirea Dionisiu
- Chilia Nașterii Maicii Domnului
- Chilia Bunei Vestiri

### Mănăstirea Cutlumuș
- Chilia Sfântului Alipie
- Chilia Sfântului Nicolae (Kaliagra)

### Mănăstirea Pantocrator
- Chilia Ravduchu
- Chilia Axion Estin

### Mănăstirea Caracalu
- Chilia Sfinții Trei Ierarhi

### Mănăstirea Filoteu
- Chilia Sfântului Gheorghe

### Mănăstirea Simonos Petras
- Chilia Buna Vestire
- Chilia Sfântului Nicolae (Kapruli)

### Sihăstria Katunakiei
- Chilia Danieleilor Una din cele mai cunoscute chilii din sihăstria Katunakiei este chilia Danieleilor.  Această chilie este închinată Bunei Vestiri și a fost ctitorită în anul 1875 de către Sfântul Cuvios Daniil Katunakiotul. Paraclisul chiliei este închinat Tuturor Sfinților Athoniți și a fost sfințit în 1903. Aici se nevoiesc părinți ce sunt buni cântăreți și iconari.[5]

- Chilia Cuviosului Efrem Katunakiotul Chilia cu hramul Sfântul Efrem Sirul este construită înălțimea de 250 de metri de la nivelul mării, în cel mai adânc punct al văgăunii, pe jumătate ascunsă între stânci. Primul său ctitor a fost bătrânul Longhin, monah în Mănăstirea Xenofont și căpitan pe corabia mănăstirii. Odată, a observat că o oarecare piedică oprește vasul și a văzut o icoană a Maicii Domnului numită „Împărăteasa Îngerilor”, lipită de corabie. Atunci când s-a stabilit la Katunakia a adus-o împreună cu el, pentru binecuvântare și ocrotire. Aici, pe la jumătatea secolului al XIX-lea a zidit o mică chilioară. Mai târziu, a venit lângă el Părintele Efrem (ctitorul principal al Chiliei) care l-a găsit pe bătrânul Efrem la o vârstă înaintată (peste 80 de ani).[6]

## Chilii românești în Muntele Athos
- Chilia Sfântului Ipatie Situată pe moșia Mănăstirii Vatopedu, o tradiție locală așează începutul acestei vetre monahale prin secolul al XIV-lea, începutul secolului al XV-lea. Istoria recentă a chiliei începe cu ieromonahul Orest Baldovin, ucenicul de chilie al Sfântului Calinic de la Cernica. Astăzi, la conducerea chiliei Sfântul Ipatie este Ignatie Bozianu, ucenic al starețului Dionisie Ignat de la Colciu. În ultimii ani, așezământul a trecut printr-un amplu proces de restaurare.[7]

- Chilia Adormirea Maicii Domnului Este situată pe partea dreaptă a pârâului Lacu, în vecinătatea bisericii Sfântului Mare Mucenic Dimitrie, izvorâtorul de mir. Chilia „Adormirea Maicii Domnului” a fost ctitorită în anul 1849 de părintele Leontie cu cei trei ucenici ai săi: Atanasie, Dositei și Vlasie. Cuviosul Leontie era cu metania din Mănăstirea Neamț.[8]

- Chilia Buna Vestire, Lacu Așezată în apropierea kiriakonul Schitului Sfântul Dimitrie (Lacu) și aparținând Mănăstirii Sfântului Pavel, Chilia Buna Vestire este una dintre cele mai cunoscute chilii românești din Sfântul Munte.  Prima consemnare a așezământului datează de la începutul secolului al XVIII-lea. În anul 1754 viețuiau aici 30 de călugări. În anul 1760, ieromonahul Daniil de la Mănăstirea Neamț a construit aici o biserică de lemn în cinstea Sfântului Mare Mucenic Dimitrie. Aceasta se va rezidi din temelii între anii 1900-1904. La începutul secolului al XX-lea exista în jurul bisericii un complex de chilii și colibe, 24 la număr, în care viețuiau peste 120 de monahi.  După al Doilea Război Mondial, când monahismul athonit a intrat în criză, a început să scadă și numărul monahilor români din Schitul Lacu.  Monahii bătrâni s-au stins din viață unul câte unul, iar tinerii nu mai veneau din cauza piedicilor puse de autoritățile române și elene. Chiliile se pustiau și se ruinau. În această perioadă grea stareț al chiliei a fost părintele Neofit Negară. Părăsită pentru un timp, Chilia „Buna Vestire” a renăscut din anul 1992, odată cu venirea părintelui Ștefan Nuțescu, cu metania la Mănăstirea Sihăstria, care a adunat în jurul său mai mulți călugări râvnitori. Părinții de aici editează  cărți de misiune ortodoxă și promovează cântărea bizantineă autentică.[9]
- Chilia „Sfântul Artemie”, Lacu Agățată de stânci, asemenea unui cuib de vulturi, Chilia „Sfântul Artemie” are o mică obște adunată în jurul monahului Dosoftei Vlad. Vechea chilie  a fost refăcută, către sfârșitul anilor ’90, de către părintele Pimen, fratele după trup al actualului stareț.[10]
- Chilia „Înălțarea Domnului”, Lacu
- Chilia „Acoperământul Maicii Domnului”, Lacu
- Chilia „Tuturor Sfinților Athoniți”, Lacu
- Chilia „Sfântul Antonie cel Mare”, Lacu
- Chilia „Izvorul Tămăduirii”, Lacu
- Chilia „Sfântul Nicolae”, Lacu
- Chilia „Intrarea Maicii Domnului în Biserică”, Lacu